# Eschlikon
Eschlikon é uma comuna da Suíça, no Cantão Turgóvia, com cerca de 3.456 habitantes. Estende-se por uma área de 6,2 km², de densidade populacional de 557 hab/km². Confina com as seguintes comunas: Bichelsee-Balterswil, Fischingen, Münchwilen, Sirnach, Wängi.
A língua oficial nesta comuna é o Alemão.

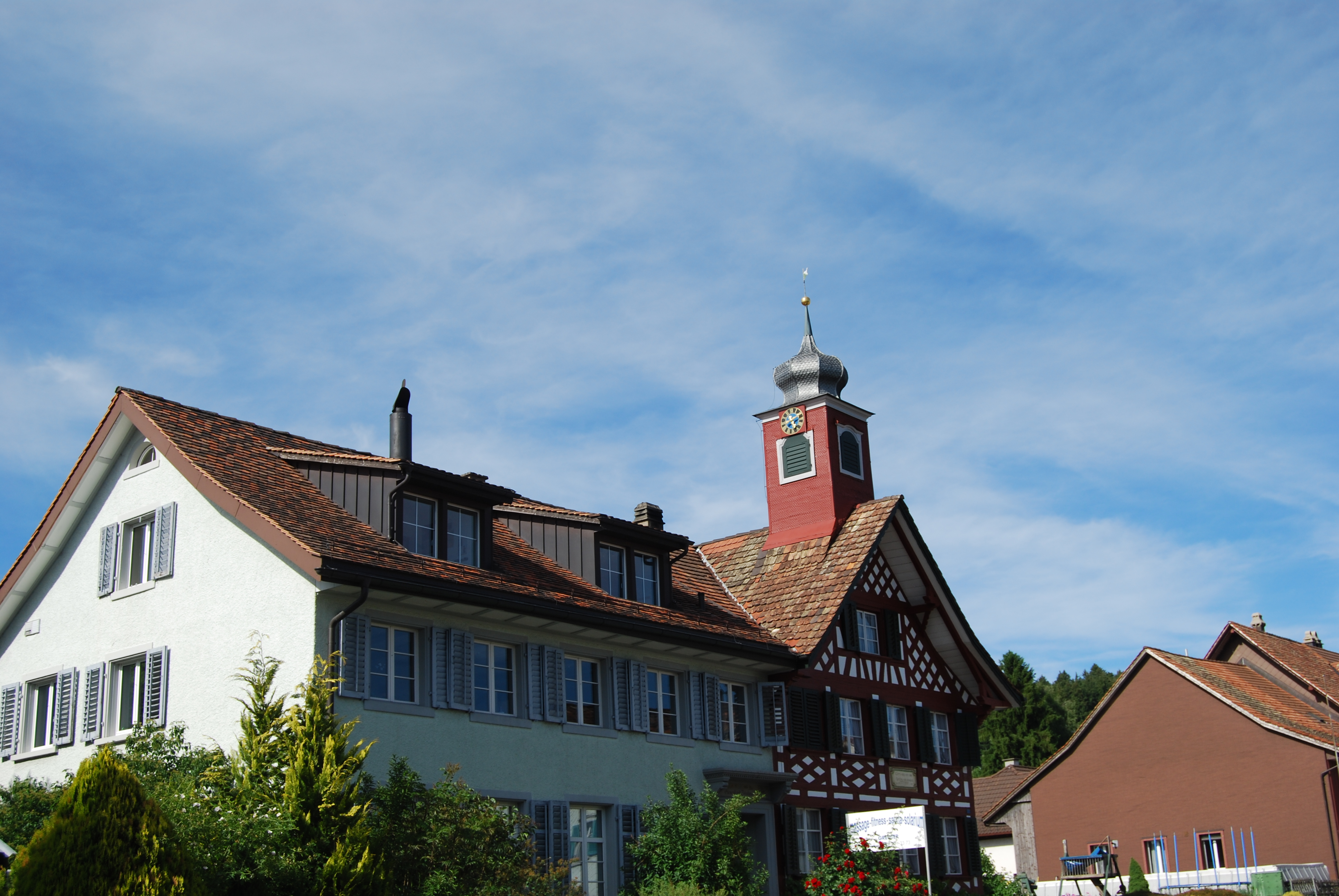
Eschlikon